# Oració subordinada substantiva
Les oracions subordinades substantives realitzen la funció sintàctica d'un substantiu (subjecte, CD, atribut, CRV...). Poden ser de quatre tipus:
a) Completives o declaratives: introduïdes per la conjunció que. Ex.: Us demano que m'escriviu.
b) Interrogatives o exclamatives indirectes: introduïdes per un pronom interrogatiu (què, com, on, quin, quant, qui...). Ex.: No sabia què volia.
c) Relatives o adjectivades: introduïdes per un pronom relatiu (qui, el que, les qui...). Ex.: Sempre parla qui més ha de callar.
d) D'infinitiu: introduïdes per aquesta forma no personal del verb. Ex.: No m'agrada fumar amb pipa.
Pel que fa a les funcions, es poden distingir les següents:
a) Subjecte: No m'agrada que contestis.
b) CD: Volia que m'acompanyessis. (Ho volia.)
c) Atribut: La veritat és que t'estimo.
d) CRV: Es va oblidar que havia de comprar el pa.
e) CN: Tenia la idea que s'equivocava.
f) C.Adj: Estic contenta que hagis guanyat.
g) CI: Han donat caramels als qui han arribat primer.
h)CAdv: He vingut després de jugar amb tu.
i) CAg: La decisió va ser aprovada pels qui van votar.